# Andreas Sponsel
Andreas Sponsel (* 3. März 1986 in Forchheim) ist ein ehemaliger deutscher Fußballtorhüter.

## Karriere
Sponsel begann seine Karriere beim TSV Gräfenberg und dem 1. FC Nürnberg. Dort kam er am 22. Oktober 2006 erstmals zu einem Einsatz mit der zweiten Mannschaft in der Bayernliga. In der folgenden Saison kam er auf 16 Einsätze, wobei der Aufstieg in die Regionalliga gelang. Dort spielte er in der Saison 2008/09 neunmal. Er war dabei stets die Nummer zwei hinter Alexander Stephan. Am 17. Oktober 2008 saß er erstmals auf der Ersatzbank der ersten Mannschaft in der zweiten Bundesliga, da sowohl Daniel Klewer als auch Alexander Stephan ausgefallen waren. In Testspielen war er zuvor schon bei den Profis eingesetzt worden.
2009 wechselte Sponsel zum Drittligisten FC Rot-Weiß Erfurt. Dort musste er zunächst hinter dem Sömmerdaer Dirk Orlishausen auf der Ersatzbank Platz nehmen. Sein Debüt in der 3. Liga gab er am 31. Oktober 2009 im Spiel gegen den VfL Osnabrück. Nach dem Weggang von Orlishausen zum Karlsruher SC bekam er die Nummer eins, doch zu Beginn der Saison 2011/12 spielte Marcus Rickert. Ab dem 13. Spieltag nahm Andreas den Stammplatz zwischen den Pfosten ein. Er kam auf 26 Einsätze und erreichte mit Erfurt Tabellenplatz fünf.
Zur Saison 2013/14 wechselte Sponsel zur SpVgg Bayreuth in die Bayernliga. Mit Bayreuth wurde er souverän Meister und stieg 2014 in die Regionalliga Bayern auf. Seit der Saison 2016/17 ist Sponsel Stammtorhüter und Kapitän beim 1. SC Feucht in der Landesliga Nordost. 2023 beendete er seine Fußballerlaufbahn und nahm in der Folge eine Tätigkeit als Religions- und Sportlehrer an einem Bayreuther Gymnasium auf.